# Procitheronia
Procitheronia is een geslacht van vlinders van de familie nachtpauwogen (Saturniidae), uit de onderfamilie Ceratocampinae.

## Soorten
- P. fenestra (Rothschild, 1907)
- P. fenestrata (Rothschild, 1907)
- P. principalis (Walker, 1855)
- P. purpurea (Oiticica, 1930)